# Vantaanjoki
Der Vantaanjoki (schwedisch Vanda å) ist ein 99 km langer Fluss im Süden Finnlands. Er entspringt im Erkylänjärvi-See in der Gemeinde Hausjärvi und mündet bei Helsinki in den Finnischen Meerbusen.
Nach seiner Quelle bei Hausjärvi fließt der Vantaanjoki zunächst nach Nordwesten durch die Stadt Riihimäki, wo er einen Bogen macht und von nun an nach Süden fließt. Als Nächstes durchquert er Hyvinkää, Nurmijärvi und Vantaa, bevor er im Nordosten von Helsinki in die Meeresbucht Vanhankaupunginlahti mündet.
Die Größe des Einzugsgebiets des Vantaanjoki beträgt 1.685 km². Der Fluss hat mehrere Stromschnellen, die größte davon ist Vantaankoski mit einer Länge von 240 m und einer Höhe von 5 m. Der längste Nebenfluss des Vantaanjoki ist der Keravanjoki. Das Flusstal des Vantaanjoki wird größtenteils landwirtschaftlich genutzt. Bis zur Fertigstellung des Päijänne-Tunnels im Jahr 1982 wurde das Helsinkier Trinkwasser dem Vantaanjoki entnommen.
Seinen Namen erhielt der Fluss nach dem Gutshof Vanantaa bei Janakkala. Der Name des Gutshofes wiederum bedeutet so viel wie „hinter Vanaja“, also „jenseits des Vanajavesi-Sees“. Die Stadt Vantaa, ein Vorort von Helsinki am Unterlauf des Flusses, erhielt ihren Namen 1972 nach dem Fluss, zuvor war sie als „Landgemeinde Helsinki“ bekannt.
Die Mündung des Vantaanjoki befindet sich im Helsinkier Außenbezirk Vanhakaupunki. An dieser Stelle wurde im Jahr 1550 Helsinki unter dem schwedischen Namen Helsingfors gegründet, erst 1640 verlegte man die Stadt an ihre heutige Stelle weiter südlich. Der Name Helsingfors leitet sich von einer Stromschnelle (schwedisch fors) des Vantaanjoki an, den man damals an seinem Unterlauf als Helsinge å (finnisch Helsinginjoki) bezeichnete. 